# Fototermolisi selettiva

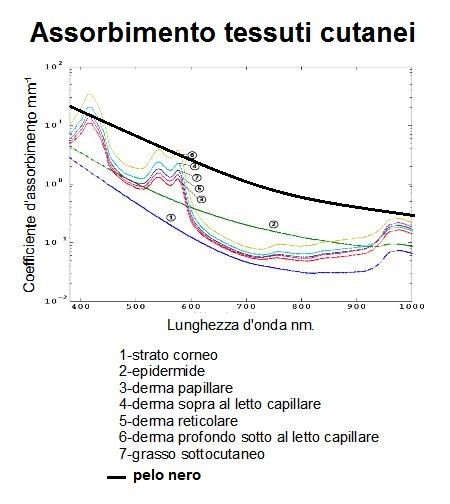
Nella fotoepilazione la fototermolisi selettiva sfrutta il diverso assorbimento della luce dei diversi tessuti cutanei

La fototermolisi selettiva è il meccanismo di azione di alcuni trattamenti laser medicali descritto da Anderson e Perrish nel 1983 che si manifesta nei tessuti biologici per effetto del diverso assorbimento della luce a diverse lunghezze d'onda.

## Descrizione
Il termine medico non si riferisce necessariamente ad una effettiva idrolisi indotta dal calore prodotto dalla luce, ma a degradazioni o reazioni biochimiche e biologiche indotte o accelerate dal calore prodotto dalla luce. Un tipico esempio è nel trattamento laser delle lesioni vascolari dove con opportune apparecchiature laser si induce la coagulazione del sangue senza danneggiare i tessuti circostanti. La selettività è dovuta alla presenza di cromofori, nel sangue l'emoglobina che assorbendo uno specifico spettro luminoso si riscaldano.
Colpito selettivamente il cromoforo, bisogna trasferirvi la giusta dose di energia, per una durata di tempo adeguata. L'impulso deve quindi avere una durata preferibilmente inferiore al tempo di rilassamento termico (TRT) del bersaglio: ovvero del tempo necessario a un tessuto per
raffreddarsi trasferendo almeno il 50% del calore ricevuto ai tessuti circostanti. L'azione del calore può essere circoscritta al cromoforo o volutamente trasferita dal cromoforo ai tessuti contigui. La lunghezza dell'impulso luminoso a parità di lunghezza d'onda e potenza può essere determinata in funzione della ampiezza dell'area che si intende riscaldare.
Un esempio tipico di fototermolisi selettiva è la fotoepilazione che sfrutta proprio questo fenomeno per surriscaldare i peli e interromperne o rallentarne il ciclo vitale trasferendo il calore ai tessuti vitali dell'alveo pilifero.
L'effetto della fototermolisi selettiva può essere calibrato considerando che un rapido shock termico può produrre anche trasformazioni fisico meccaniche, con espansione o contrazione dei tessuti, prima della eventuale evaporazione e necrosi. 
In alcuni casi è prevista la somministrazione di un cromoforo artificiale al fine di aumentare l'assorbimento di specifiche lunghezze d'onda da parte dei tessuti bersaglio.
Un altro esempio tipico di fototermolisi selettiva è la rimozione laser dei tatuaggi, dove il pigmento del tatuaggio è il cromoforo bersaglio.